# Gare de Labenne
La gare de Labenne est une gare ferroviaire française située sur le territoire de la commune de Labenne  dans le département des Landes en région Nouvelle-Aquitaine.

## Situation ferroviaire
Elle est située au point kilométrique 184,690 de la ligne de Bordeaux-Saint-Jean à Irun. Son altitude est de 12 m.

## Histoire

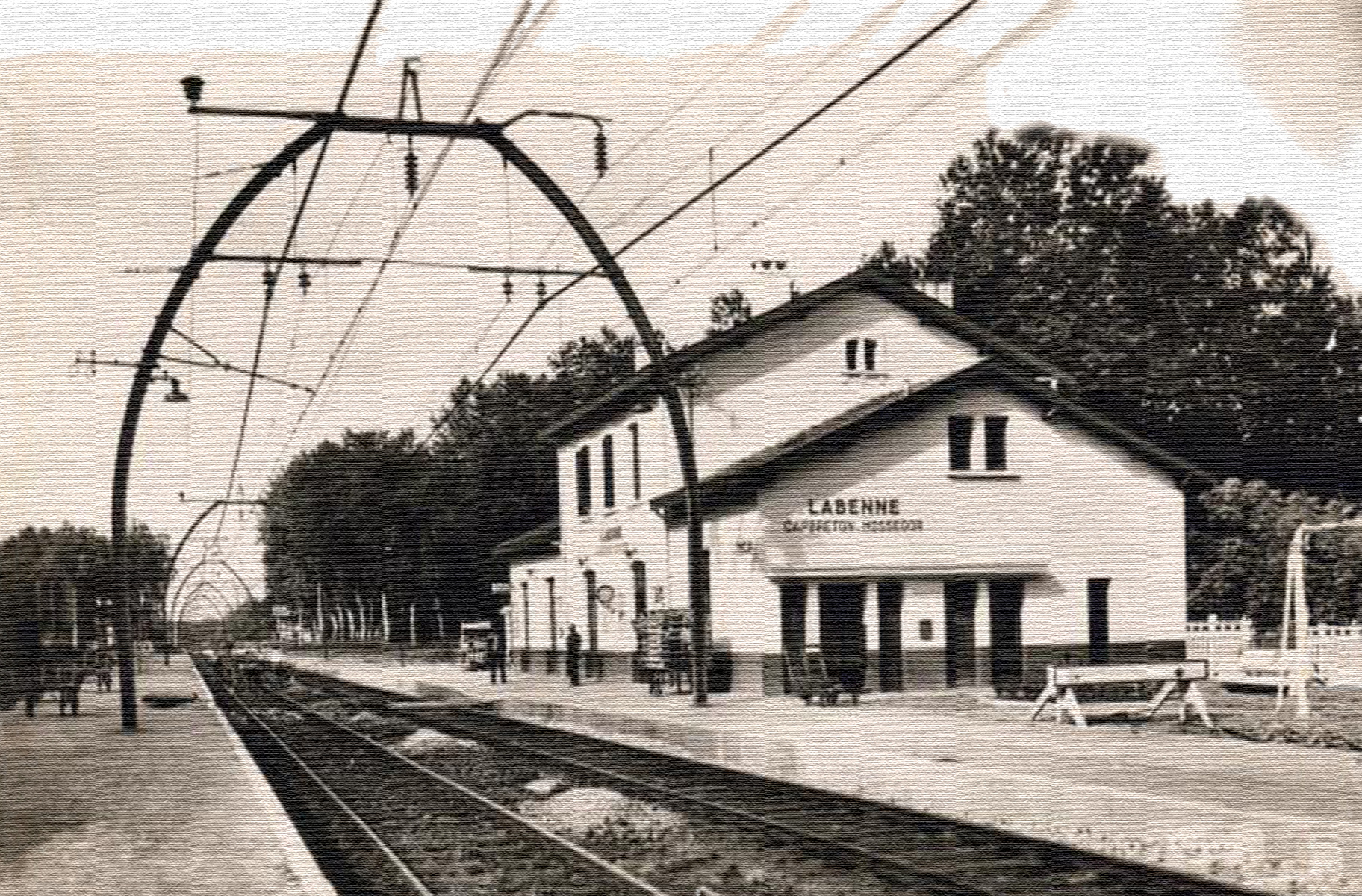
La gare, en 1930.

En 2022, selon les estimations de la SNCF, la fréquentation annuelle de la gare était de 55 399 voyageurs contre 40 509 voyageurs en 2019, 30 245 en 2018 et 27 794 en 2016.

## Service des voyageurs

### Desserte
La gare est desservie par les trains TER Nouvelle-Aquitaine.

## Galerie

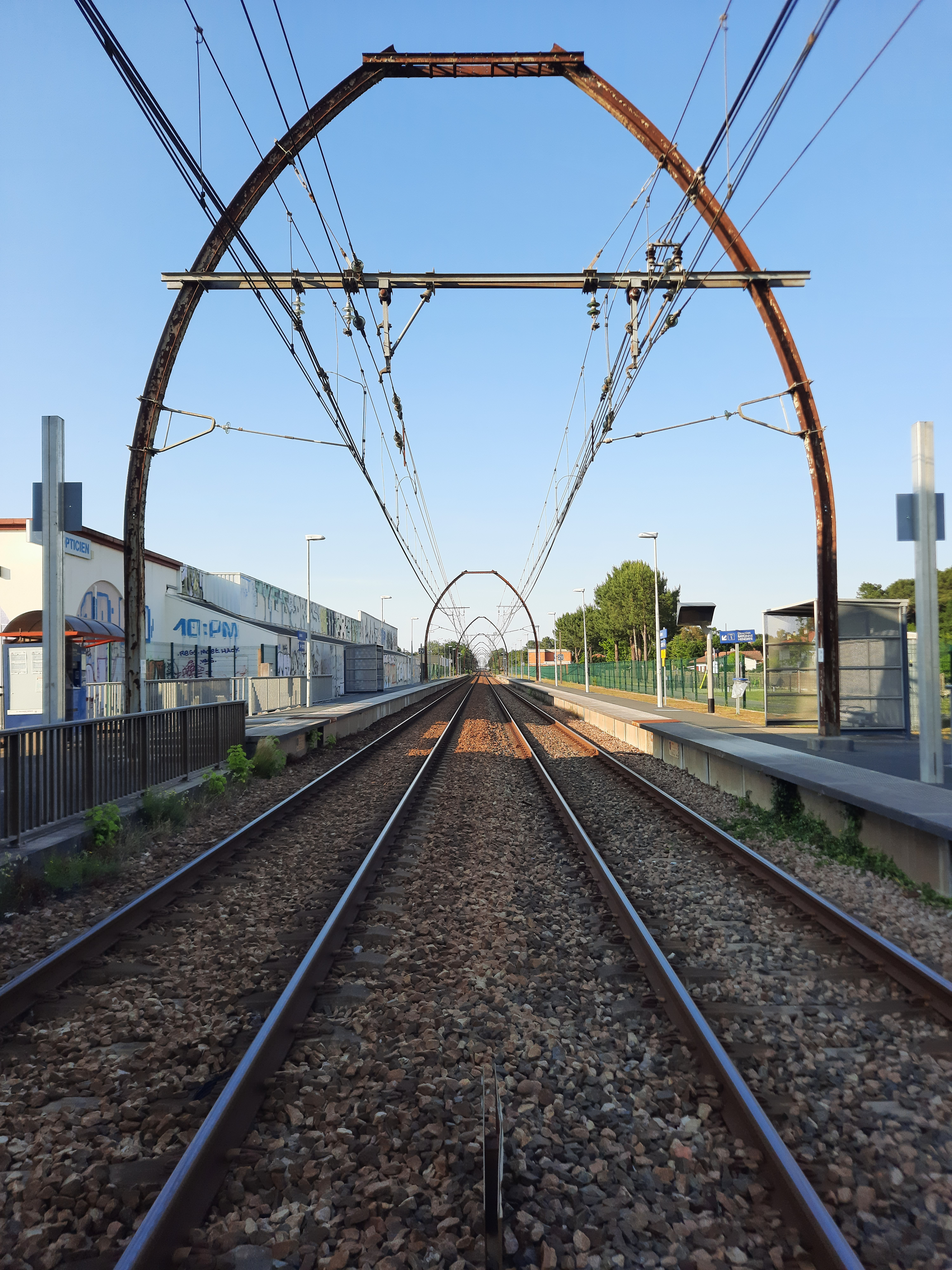
Vue des voies, au niveau de la gare.
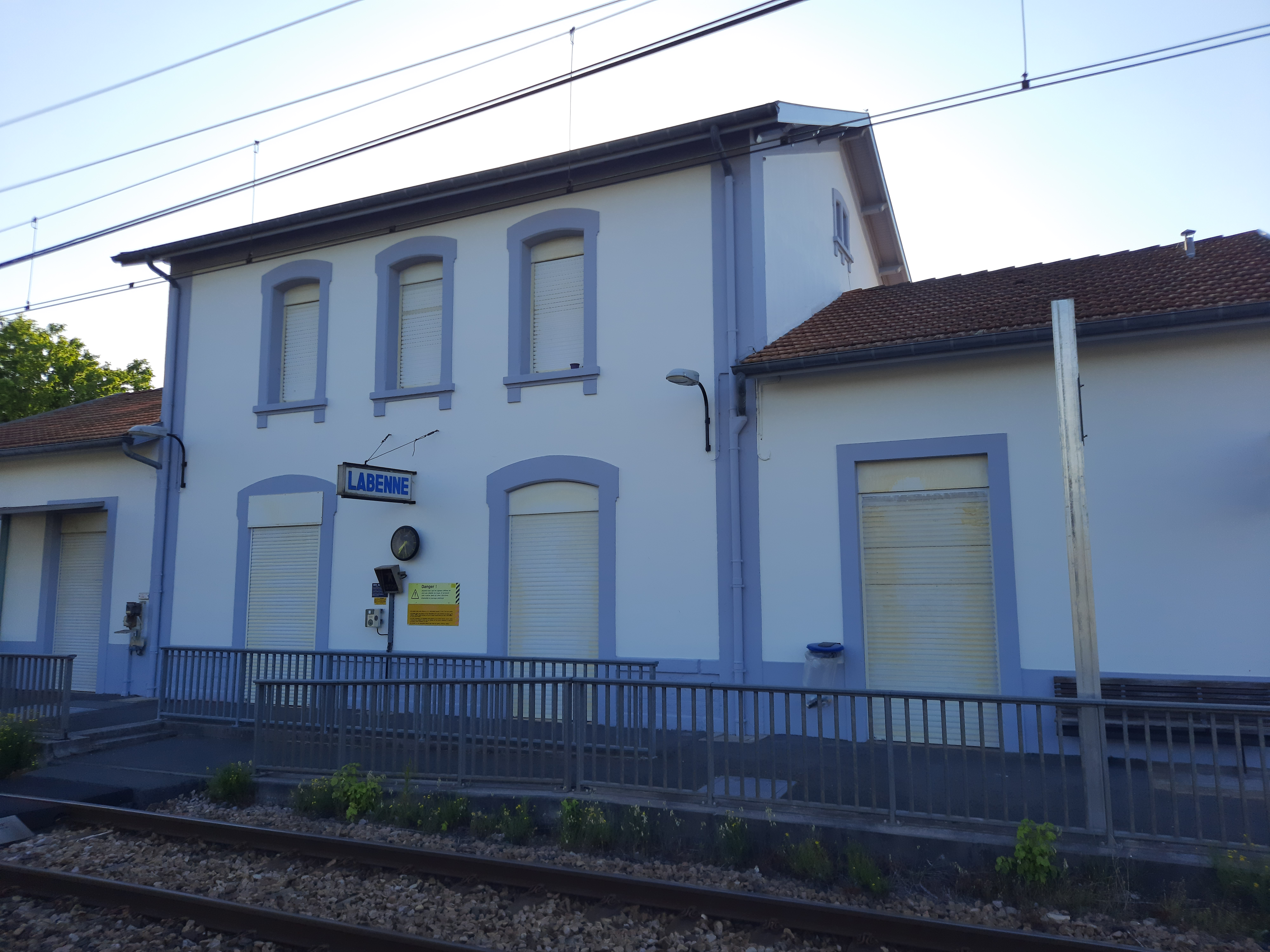
Vue du bâtiment voyageurs, depuis les voies.
- Passage sans arrêt d'un TGV inOui.